# Beursjesganzenvoet
Beursjesganzenvoet (Oxybasis chenopodioides, basioniem: Chenopodium chenopodioides) is een eenjarige plant die behoort tot de amarantenfamilie (Amaranthaceae).
Het is een kustplant in Zuid- en West-Europa, maar komt soms ook in het binnenland voor. In Nederland en België is de soort zeer zeldzaam. Ze is vooral te vinden aan de Zeeuwse kust. De soort staat op de Nederlandse Rode Lijst van planten.

## Kenmerken
De plant wordt 5 tot 40 cm hoog en bloeit van juli tot september. De bloeiwijze is een bloemkluwen. De vrucht is een dopvrucht.
De beursjesganzenvoet komt voor natte open plaatsen langs de kust en op zilte grond.